# エビカニクス
「エビカニクス」は、ケロポンズの楽曲。 2002年に発売されたアルバム『エビカニクス』に収録。 

## 概要
2007年「エビカニクス」として曲とカラオケが入ったバージョンをシングルカット。アルバムは、タイトルを『アルバム・エビカニクス』に変更。
2012年4月YouTubeに公式動画を公開。
2016年時点で、YouTubeの公式動画の再生数は1500万回を超え、本曲が収録されたCDやDVDの出荷数は累計で10万枚を突破している。また、2021年には、YouTubeの公式動画の再生数が1億回を突破。
2016年7月、歌詞を翻訳し、ケロポンズ本人が歌う英語版「EBI & KANI」、中国語版「虾和蟹的健美操」、スペイン語版「EBI y KANI」の動画を公開。

## 制作背景
子ども向けのダンスを考案中「エアロビクスみたいなのを作りたい」と思い、エアロビの語感から「エビカニ」が浮かんだ。エビとカニのポーズをしながら「エビ、カニ、エビ、カニ」とテンポ良く繰り返すサビは即決し、エアロビ未経験の2人が、「こんな動きだったよね」と「エアロビ的な」動きを採り入れ、曲と歌詞もつくった。
レコーディングは2001年10 - 11月、ニューヨークで行われた。渡航が決まった後9.11の同時多発テロが起き、一時自粛しようかというムードになったが、レコーディングをアレンジしたニューヨーク在住ミュージシャンの「みんなこんな時だからこそ、いい音楽を作ろうとやる気になっている。ぜひ来て！」という声に押されて渡米、予定通り決行。バックコーラスは、現地のゴスペルシンガーが日本語で参加している。
アルバムのジャケットは、ニューヨークのタイムズスクエアで、全身タイツに爪をつけたエビとカニの格好で撮影された。「Hey! Shrimp!」と声をかけられ、ニューヨーカーにもウケ、近づいてきた警察官に（怒られるかも…）とドキドキするが、ニコニコして見守られた。

## 歌詞
サビは「エビカニクスで躍っちゃお」の繰り返し。2002年発売当初、「でもアレルギーのひと食べれな〜い」という歌詞があったが、2007年シングルカットのタイミングで「ほら むきむきプリプリおどろう」に変更になっている。
なお、作詞・作曲の増田裕子（ケロ）は、甲殻類アレルギーで、エビやカニが食べられない。

## 収録作品

### CD
- シングル「エビカニクス」 1曲目「エビカニクス」 2曲目「エビカニクス」（カラオケ）
- アルバム『エビカニクス』 1曲目
- 『2021 うんどう会(1)　キッズたいそう／エビカニクス 〜ダンシング玉入れバージョン〜』6〜11曲目「エビカニクス 〜ダンシング玉入れバージョン〜」（「エビカニクス」と「天国と地獄」のメドレー）
- 『ドンヒャラパッカン あそびうた』9曲目「エビカニクス音頭」（音頭調に編曲）

### CD+DVD
- 『おどってあそぼう‼ケロポンズBEST』 1曲目
- 『ケロポンズとQ-TAROの ヒップホッぷぅー』 1曲目「エビカニクス〜DANCING REMIX〜」

### DVD
- 『ケロポンズとあそぼう！』 11曲目 ケロポンズと子ども達が踊るバージョン
- 『くまモンとハッピーエクササイズ！』 5曲目 くまモンとケロポンズが踊るバージョン
- 『こどもちゃれんじぽけっと リズムダンスプラスコース』 2015年4月・2016年4月号 しまじろうが子ども達と踊るバージョン

## カバー
| リリース日     | アーティスト                             | 収録作品                                                                                           | 詳細                            |
| -------------- | ---------------------------------------- | -------------------------------------------------------------------------------------------------- | ------------------------------- |
| 2018年1月10日  | 渡邉純子、稲本みのり、石原慎一           | キッズ・ソング スペシャル                                                                          |                                 |
| 2018年3月7日   | 渡辺かおり                               | 〜赤ちゃんもごきげん♪ たのしいリズム〜ベビー・ヒットソング                                         |                                 |
| 2020年11月18日 | ことのみ児童合唱団                       | コロムビアキッズ 令和もどっかーんっ!ミラクルパワー☆こどものうた                                    |                                 |
| 2021年12月4日  | うたスタ                                 | 保育園・幼稚園・こども園で歌う童謡・手遊び・ダンス〜2021最新ベスト〜fromうたスタ                   |                                 |
| 2022年7月20日  | いっちー&なる                            | ボンボンアカデミーからやっほー! いろいろにじいろ こどもうた                                        |                                 |
| 2023年5月10日  | ジェニー・シマ、ベルベット・ジーン・シマ | コロムビアキッズ Let's Sing & Dance! えいごでうたうあそびうた 〜エビカニクス／ベイビー・シャーク〜 | 曲名は「Ebikanics」。歌詞は英語 |